# Гидроиодат калия
Гидроиодат калия — неорганическое соединение,
кислая соль калия и иодноватой кислоты с формулой KH(IO3)2,
бесцветные кристаллы,
слабо растворяется в воде.

## Физические свойства
Гидроиодат калия образует бесцветные кристаллы
ромбической сингонии,
пространственная группа F dd2,
параметры ячейки a = 3,9294 нм, b = 0,8157 нм, c = 1,1580 нм, Z = 24.
Слабо растворяется в воде,
не растворяется в этаноле.

## Применение
- Используются в медицине и как реагенты в химическом анализе.